# 莱克图尔
莱克图尔（法語：Lectoure，法語發音：[lɛktuʁ]），法国西南部城市，奥克西塔尼大区热尔省的一个市镇，隶属于孔东区，其市镇面积为84.93平方公里，2022年1月1日时人口数量为3,685人，在法国城市中排名第3,025位。
莱克图尔位于热尔省北部，热尔河右岸，阿让和欧什两个省会的中点处，是一个区域性的中心城市，多条公路在此交汇。莱克图尔的城市前身拉克托拉始建于古典时期，曾为拉克托拉特人的活动中心，中世纪时则长期为洛马涅子爵国的首府。法国军事家让·拉纳出生于莱克图尔。

## 地名来源
“莱克图尔”一名的来源于古典时期在此活动的拉克托拉特人，后者为阿基坦人的一支，其名称来源尚不清楚。拉克托拉特人的首府被称为“拉克托拉”，根据法国历史学家让-爱德华·迪冈（Jean-Édouard Dugand）的论述，“拉克托拉”最初以凯尔特语“Laccodoron”的形式被记载，意为“Laccos的城塞”，后受罗马化影响而变成“Lactora”。

## 历史

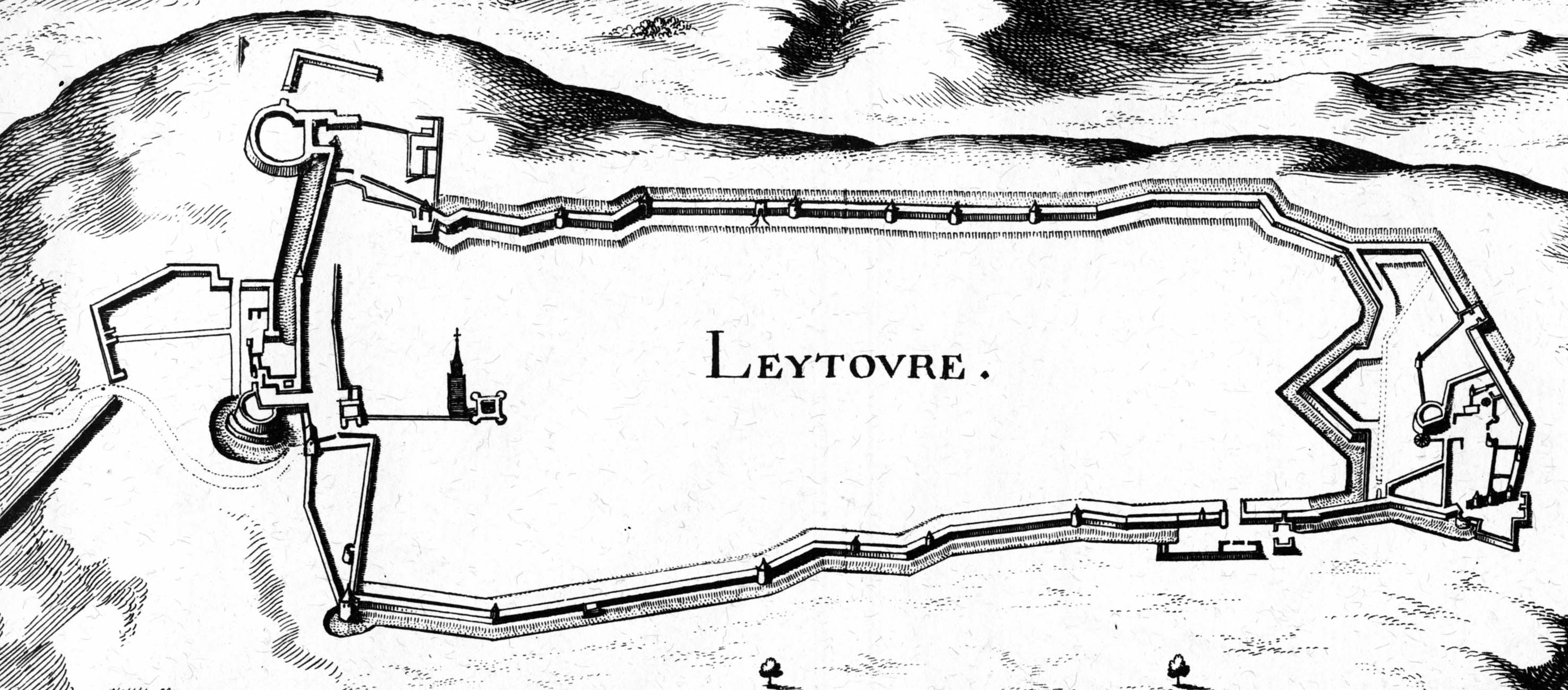
中世纪末的莱克图尔城池示意图

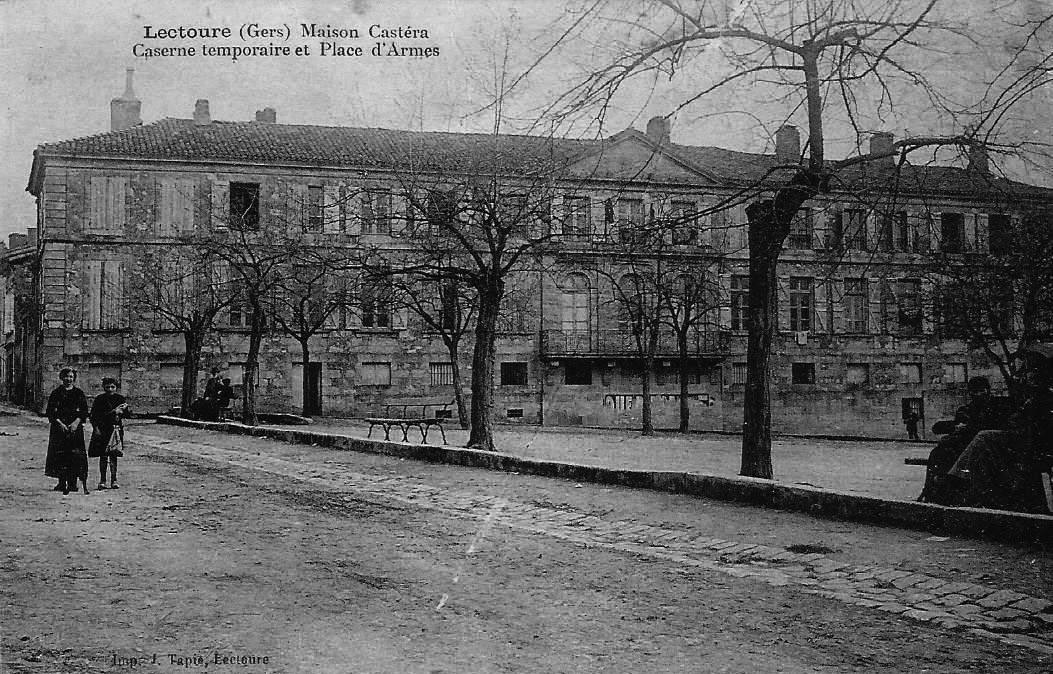
20世纪初的莱克图尔

莱克图尔的聚落起源尚有待进一步考证，其附近区域曾发现旧石器时代的人类活动遗迹。古典时期，莱克图尔所处区域为拉克托拉特人的活动范围，该民族的起源尚不清楚，根据古希腊历史学家西西里的狄奥多罗斯的论述，一名叫“Piso”的古罗马人可能为拉克托拉特人的最初首领，但这一说法缺乏其它史料及文物佐证。拉克托拉特人的首府为拉克托拉，其城址位于今莱克图尔镇中心。罗马人入侵后，拉克托拉被划入阿基坦高卢，成为一处奥皮杜姆，当地出现了一处库柏勒的神庙。公元3世纪时，拉克托拉被蛮族侵略，原城池被烧毁，后得以重建，但新城在公元5世纪汪达尔人及西哥特人的入侵中再次遭到严重破坏，其城墙内的大部分建筑物被摧毁。中世纪初，莱克图尔为加斯科涅公國的一部分，是洛马涅子爵国的首府以及阿马尼亚克伯国的重要商贸中心。1032年，加斯科涅被并入阿基坦公国，此后又被金雀花王朝继承。1294年，爱德华一世为莱克图尔颁布市镇宪章，当地开始修建新的城墙。1473年，阿马尼亚克伯爵让五世在莱克图尔围城战中身亡，此后阿马尼亚克伯国被改建为塞内绍塞。1480年，在法兰西国王查理八世的要求下，阿马尼亚克塞内绍塞被彻底并入法兰西王国，而最后一名阿马尼亚克家族成员查理一世则于1487年逝世。中世纪末期，莱克图尔境内出现了多个教会。宗教战争期间，莱克图尔遭到严重破坏，后得到恢复。18世纪后，随着农业及交通的发展，莱克图尔成为一个重要的粮食交易中心，多个贵族在此安居。法国大革命后，莱克图尔成为热尔省的一个市镇，并在1795至1800年间为该省的一个地区行署，后改为副省会。工业革命期间，途径莱克图尔的阿让－欧什铁路建成通车，当地出现了一些工业部门。1926年，莱克图尔副省政府被撤销，莱克图尔区整体并入了孔东区。第二次世界大战期间，莱克图尔接纳了大量来自沦陷区市镇圣路易的居民，战后，两地间建立了友好城市关系。21世纪后，莱克图尔的旅游业得到发展。

## 地理

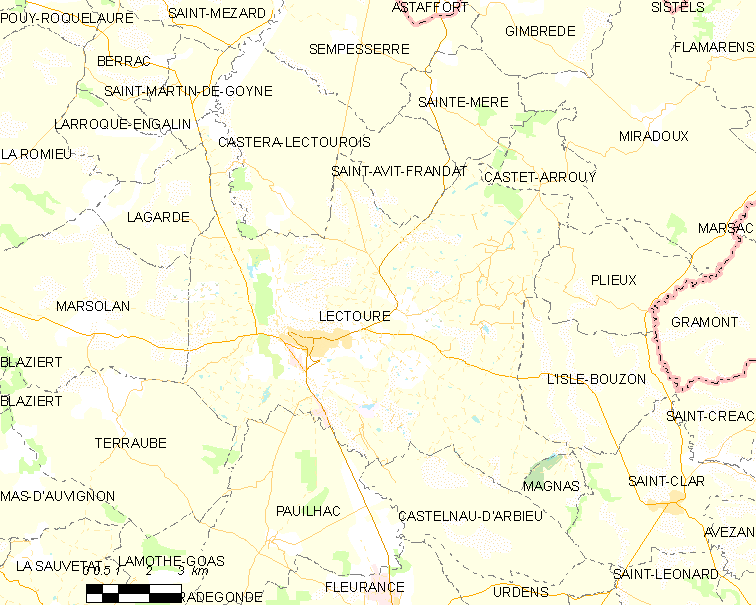
莱克图尔市镇范围地图

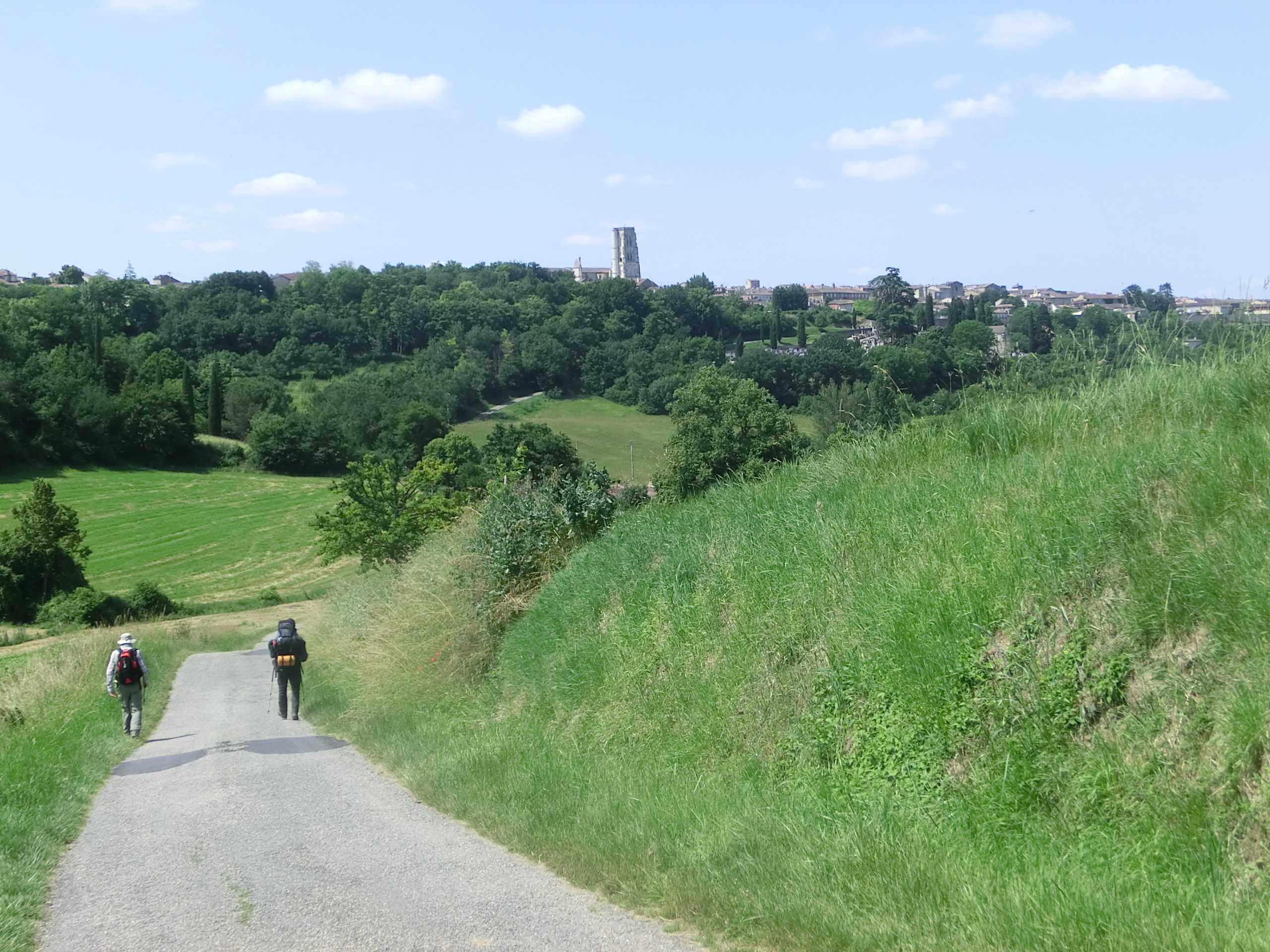
莱克图尔附近的自然景观

莱克图尔位于法国西南部，奥克西塔尼大区西部和热尔省北部，距离省会欧什大约36公里。与莱克图尔接壤的市镇包括：卡斯泰阿鲁伊、卡斯泰尔诺-达尔比约、卡斯泰拉-莱克图鲁瓦、利勒布宗、拉加尔德、马尼亚、马尔索朗、波亚克、普略、圣阿维弗朗达、圣克拉尔、圣马丹德戈伊讷、圣梅尔、泰罗布。

### 地形
莱克图尔位于阿马尼亚克丘陵腹地，境内以浅丘为主，市镇中心位于一处地势较高的山丘之上，主轴线呈东西走向，全境海拔在68到223米之间。

### 水文
莱克图尔位于加龙河流域，其左岸支流热尔河自南向北流经市区西侧，其附近有多条溪流汇入。

### 植被
莱克图尔属于温带阔叶混交林区，林地广泛分布于河流附近及山地地区。
在鲜花城市的评比中，莱克图尔被评为4星级（最高级）鲜花城市。

### 气候
莱克图尔在柯本气候分类法中属于温带海洋性气候，因其纬度较低，当地气候又有一定的大陆性特征。
莱克图尔境内设有常年气象站，以下为该气象站的数据（其中日照数据取自欧什）：
| 莱克图尔1981年－2019年 | 莱克图尔1981年－2019年 | 莱克图尔1981年－2019年 | 莱克图尔1981年－2019年 | 莱克图尔1981年－2019年 | 莱克图尔1981年－2019年 | 莱克图尔1981年－2019年 | 莱克图尔1981年－2019年 | 莱克图尔1981年－2019年 | 莱克图尔1981年－2019年 | 莱克图尔1981年－2019年 | 莱克图尔1981年－2019年 | 莱克图尔1981年－2019年 | 莱克图尔1981年－2019年 |
| 月份                   | 1月                    | 2月                    | 3月                    | 4月                    | 5月                    | 6月                    | 7月                    | 8月                    | 9月                    | 10月                   | 11月                   | 12月                   | 全年                   |
| ---------------------- | ---------------------- | ---------------------- | ---------------------- | ---------------------- | ---------------------- | ---------------------- | ---------------------- | ---------------------- | ---------------------- | ---------------------- | ---------------------- | ---------------------- | ---------------------- |
| 历史最高温 °C（°F）    | 19.6 (67.3)            | 24 (75)                | 27.6 (81.7)            | 31 (88)                | 35.5 (95.9)            | 39.8 (103.6)           | 39.6 (103.3)           | 42.5 (108.5)           | 36.5 (97.7)            | 32.3 (90.1)            | 24.8 (76.6)            | 20.5 (68.9)            | 42.5 (108.5)           |
| 平均高温 °C（°F）      | 9.4 (48.9)             | 11.7 (53.1)            | 15.3 (59.5)            | 17.6 (63.7)            | 22.2 (72.0)            | 25.5 (77.9)            | 28.1 (82.6)            | 28.3 (82.9)            | 25 (77)                | 19.9 (67.8)            | 13.2 (55.8)            | 9.9 (49.8)             | 18.8 (65.8)            |
| 日均气温 °C（°F）      | 5.8 (42.4)             | 7.3 (45.1)             | 10.2 (50.4)            | 12.3 (54.1)            | 16.6 (61.9)            | 19.8 (67.6)            | 22.1 (71.8)            | 22.2 (72.0)            | 19.1 (66.4)            | 15.2 (59.4)            | 9.4 (48.9)             | 6.5 (43.7)             | 13.9 (57.0)            |
| 平均低温 °C（°F）      | 2.2 (36.0)             | 3 (37)                 | 5 (41)                 | 7 (45)                 | 11 (52)                | 14 (57)                | 16 (61)                | 16 (61)                | 13.2 (55.8)            | 10.4 (50.7)            | 5.6 (42.1)             | 3 (37)                 | 8.9 (48.0)             |
| 历史最低温 °C（°F）    | −17 (1)                | −10 (14)               | −9 (16)                | −2 (28)                | 2 (36)                 | 6.4 (43.5)             | 9 (48)                 | 5.5 (41.9)             | 4.5 (40.1)             | −2 (28)                | −7.5 (18.5)            | −9.5 (14.9)            | −17 (1)                |
| 平均降水量 mm（）      | 63.7 (2.51)            | 52 (2.0)               | 51.2 (2.02)            | 74.4 (2.93)            | 66.4 (2.61)            | 63.7 (2.51)            | 46.8 (1.84)            | 53.1 (2.09)            | 59.9 (2.36)            | 64.6 (2.54)            | 71.5 (2.81)            | 58.9 (2.32)            | 726.2 (28.59)          |
| 月均日照時數           | 92.4                   | 111                    | 167.6                  | 176.6                  | 196.8                  | 209.8                  | 234.6                  | 223.6                  | 197.2                  | 145.2                  | 94.5                   | 79.4                   | 1,928.7                |
| 来源：infoclimat.fr    |                        |                        |                        |                        |                        |                        |                        |                        |                        |                        |                        |                        |                        |

## 行政区划
莱克图尔是法国奥克西塔尼大区热尔省的一个市镇，编号为32208。莱克图尔隶属于孔东区和热尔省第二选区，管理莱克图尔洛马涅县，同时也是热尔洛马涅市镇公共社区的组成部分。
法国国家统计与经济研究所（简称）在进行数据统计时，将莱克图尔单独设为莱克图尔城市核心区，并将包括核心区在内的周边多个市镇划为莱克图尔城市区。自2020年起，莱克图尔城市区被包含13个市镇的莱克图尔城市辐射区代替。此外，还将莱克图尔市镇整体看作一个“块区”（IRIS），以便于统计人口分布情况。

## 交通

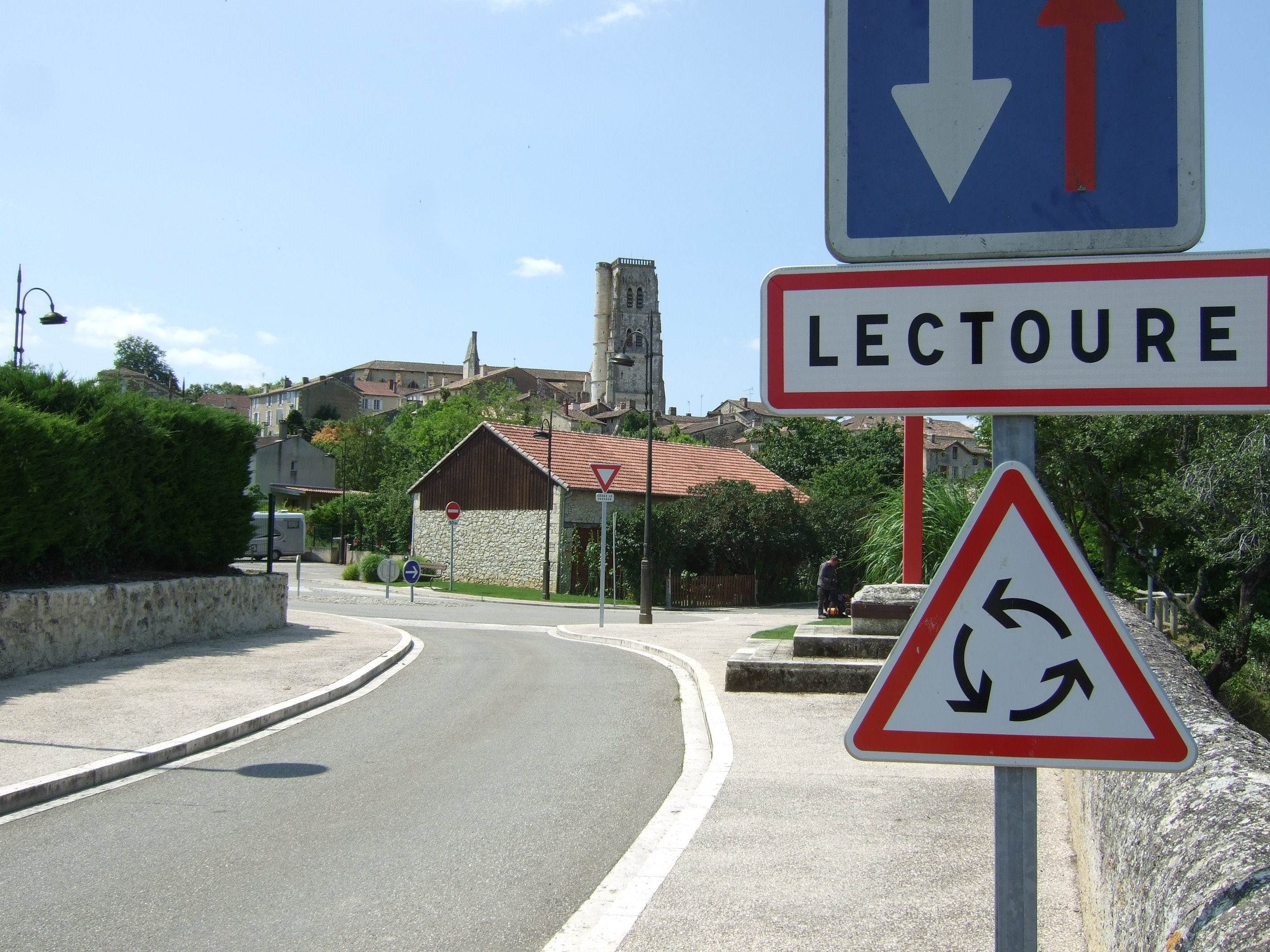
莱克图尔的入城路牌

### 公路
法国国道N21线纵贯莱克图尔南北，热尔省省道D7线、D23线、D36线、D42线、D123线、D219线、D248线和D269线等在莱克图尔境内交汇。连接欧什和阿让之间的城际客运线路经过莱克图尔。
| 7 | 33 |

| 欧什 | 37 |

| 阿让 | 37 |

| 孔东 | 23 |

2018年，64.8%的莱克图尔家庭拥有至少一辆私人汽车。2019年，莱克图尔境内共发生各类交通事故4起，造成6人受伤。

### 铁路
莱克图尔位于博南孔特尔－比戈尔地区维克铁路上，该铁路已停止客运服务，货运服务自2015年起终止。
莱克图尔距离阿让站和欧什站的距离均约35公里，其中阿让站停靠往返于波尔多和马赛一线的城际列车，以及前往蒙托邦和佩里格方向的区域列车；欧什站则每天开行数班前往图卢兹方向的区域列车。

### 航空
距离莱克图尔最近的民用航空站为阿让机场，距离莱克图尔市中心的公路里程约34公里。

### 城市公共交通
截至2022年6月，莱克图尔暂无城市公共交通系统。当地市政府提供自行车租赁服务。

## 政治

### 市政内阁

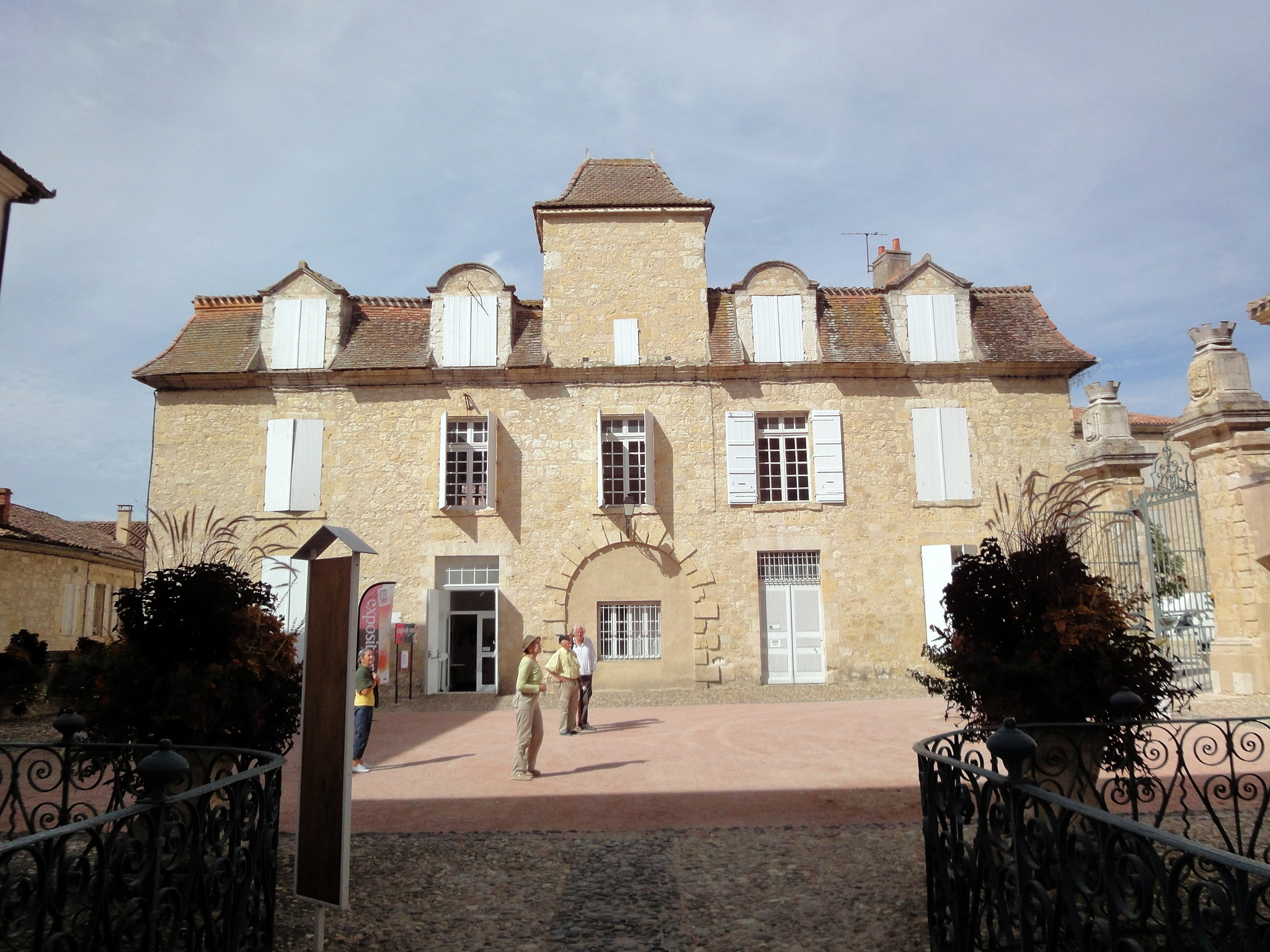
莱克图尔市政厅

莱克图尔的现任市长为泽维尔·巴朗吉安先生（Xavier BALLENGHIEN），他是一名右翼无党派人士，在2020年的市政选举中获得了52.35%的支持率。
| 莱克图尔历届市长 | 莱克图尔历届市长                   | 莱克图尔历届市长                        |
| 任期             | 市长                               | 党派                                    |
| ---------------- | ---------------------------------- | --------------------------------------- |
| 1944年－1959年   | Raymond DIEUZAIDE 雷蒙·迪厄宰德    | SFIO工人国际法国支部 →DVG左翼无党派人士 |
| 1959年－1965年   | Robert LAMBREY 罗贝尔·朗布雷       | 不详                                    |
| 1965年－1971年   | Gilbert ALBINET 吉尔贝·阿尔比内    | 不详                                    |
| 1971年－2000年   | Robert CASTAING 罗贝尔·卡斯唐      | PS社会党                                |
| 2000年－2020年   | Gérard DUCLOS 热拉尔·迪克洛        | PS社会党                                |
| 2020年－         | Xavier BALLENGHIEN 泽维尔·巴朗吉安 | DVD右翼无党派人士                       |

### 各级选举
| 莱克图尔历届投票选举结果 | 莱克图尔历届投票选举结果 | 莱克图尔历届投票选举结果 | 莱克图尔历届投票选举结果 | 莱克图尔历届投票选举结果               | 莱克图尔历届投票选举结果 | 莱克图尔历届投票选举结果 | 莱克图尔历届投票选举结果 | 莱克图尔历届投票选举结果 | 莱克图尔历届投票选举结果 |
| 选举项目                 | 选举范围                 | 选区单位                 | 选区单位内的选举结果     | 选区单位内的选举结果                   | 选区单位内的选举结果     | 选区单位内的选举结果     | 选区单位内的选举结果     | 选区单位内的选举结果     | 参考资料                 |
| 选举项目                 | 选举范围                 | 选区单位                 | 第一轮胜出者             | 第一轮胜出者                           | 支持率                   | 第二轮胜出者             | 第二轮胜出者             | 支持率                   | 参考资料                 |
| ------------------------ | ------------------------ | ------------------------ | ------------------------ | -------------------------------------- | ------------------------ | ------------------------ | ------------------------ | ------------------------ | ------------------------ |
| 2017年法國總統選舉       | 法國                     | 市镇                     |                          | 埃马纽埃尔·马克龙                      | 25.24%                   |                          | 埃马纽埃尔·马克龙        | 68.87%                   | [ 24 ]                   |
| 2017年法国立法选举       | 热尔省第二选区           | 市镇                     |                          | 克里斯托夫·索乔                        | 25.26%                   |                          | 克里斯托夫·索乔          | 50.81%                   | [ 24 ]                   |
| 2019年欧洲议会选举       | 法國                     | 市镇                     |                          | 娜塔莉·卢瓦索                          | 23.07%                   | （不适用）               | （不适用）               | （不适用）               | [ 26 ]                   |
| 2021年法国省级选举       | 热尔省                   | 县                       |                          | 弗朗索瓦丝·贝尔纳-西拉 多米尼克·戈内拉 | 54.53%                   | （无）                   | （无）                   | （无）                   | [ 27 ]                   |
| 2021年法国省级选举       | 热尔省                   | 市镇                     |                          | 弗朗索瓦丝·贝尔纳-西拉 多米尼克·戈内拉 | 50.94%                   | （无）                   | （无）                   | （无）                   | [ 27 ]                   |
| 2021年法国大区选举       | 奧克西塔尼大區           | 市镇                     |                          | 卡萝尔·德尔加                          | 48.69%                   |                          | 卡萝尔·德尔加            | 62.11%                   | [ 28 ]                   |
| 2022年法国总统选举       | 法國                     | 市镇                     |                          | 埃马纽埃尔·马克龙                      | 30.13%                   |                          | 埃马纽埃尔·马克龙        | 58.98%                   | [ 24 ]                   |

## 人口
2018年，莱克图尔市镇人口数量为3,665，在法国排名第3,025位。其中男性1,689人，女性1,976人，75岁及以上人口占14.9%，外籍人口数量为767人，人口密度为43人/平方公里，当地居民被称为（男性）或（女性）。2019年，莱克图尔境内出生20人，死亡人口77人。
| 莱克图尔1901年－2019年人口变化情况 |
|                                    |
| 数据来源：Cassini、INSEE           |

## 经济

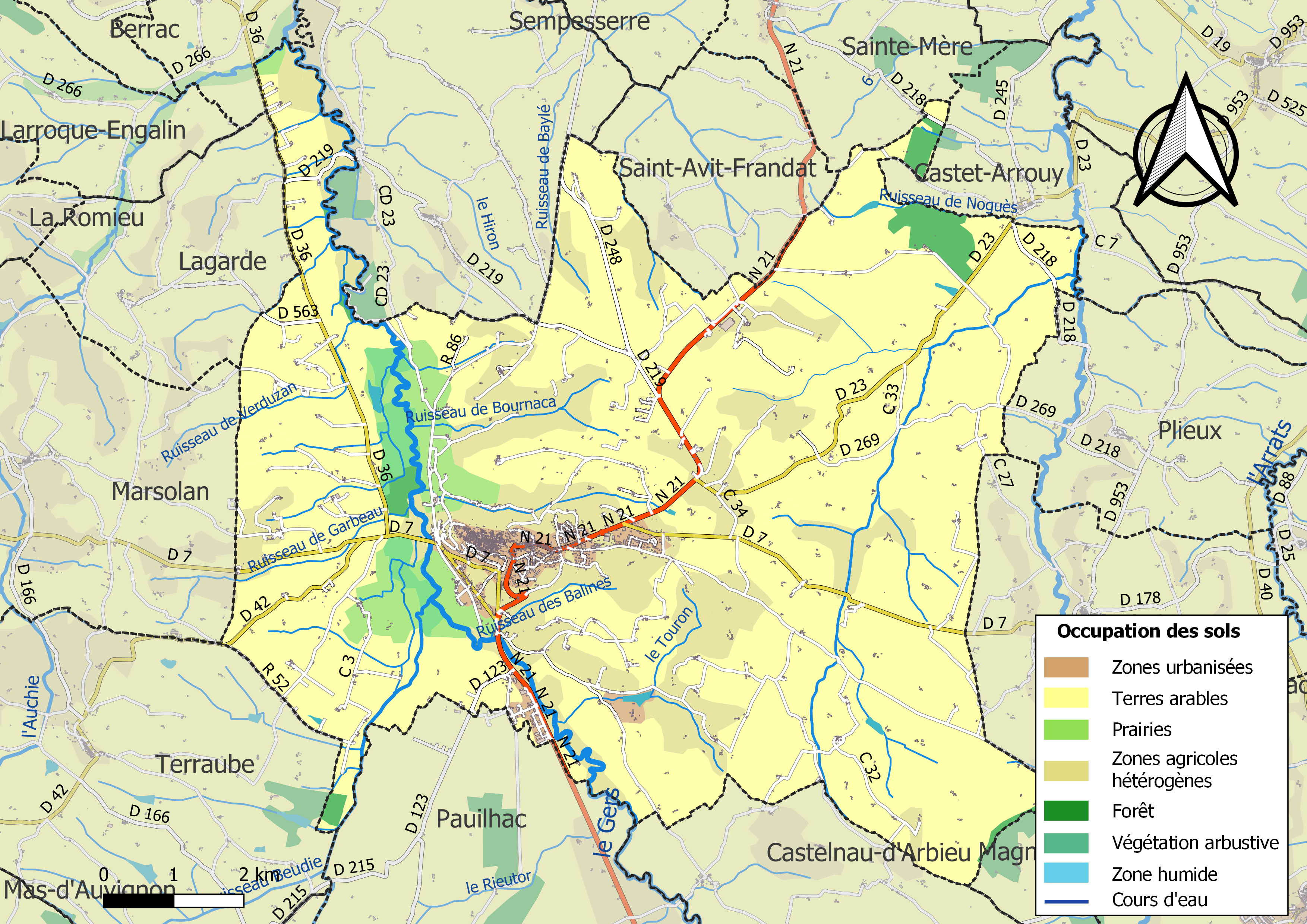
莱克图尔土地利用情况地图

莱克图尔是一个区域性的中心城市。截止2022年6月，莱克图尔市镇范围内共有各类用人单位（包含自雇）960家，平均历史为18年，其中99.39%为中小型企业（PME），2022年4月至6月间，当地的经济活力指数为1.35%。（农副产品）、（文化产业）及（酒店）是当地2021年营业额最高的三个企业，分别为14,764,074欧元134,992欧元和14,678欧元。

## 财政与居民收入
2020年，莱克图尔的财政收入总额为6,025,500欧元，财政支出总额为5,625,750欧元，当年的债务总额为4,736,410欧元。2021年，莱克图尔共获得1,114,134欧元的国家财政补助，比上一年增加了1.59%。
2019年，莱克图尔的人均月收入总额为2,141欧元，其中高级职员为4,044欧元，低于法国平均水平（4,230欧元）；中级职员为2,282欧元，低于法国平均水平（2,411欧元）；普通职员为1,630欧元，亦低于法国平均水平（1,740欧元）。
2018年，莱克图尔境内的青壮年（15至64岁）失业率为14.1%，当地43.1%的家庭拥有纳税资格，平均纳税2,050欧元，低于法国平均水平（3,910欧元）。

## 社会事务

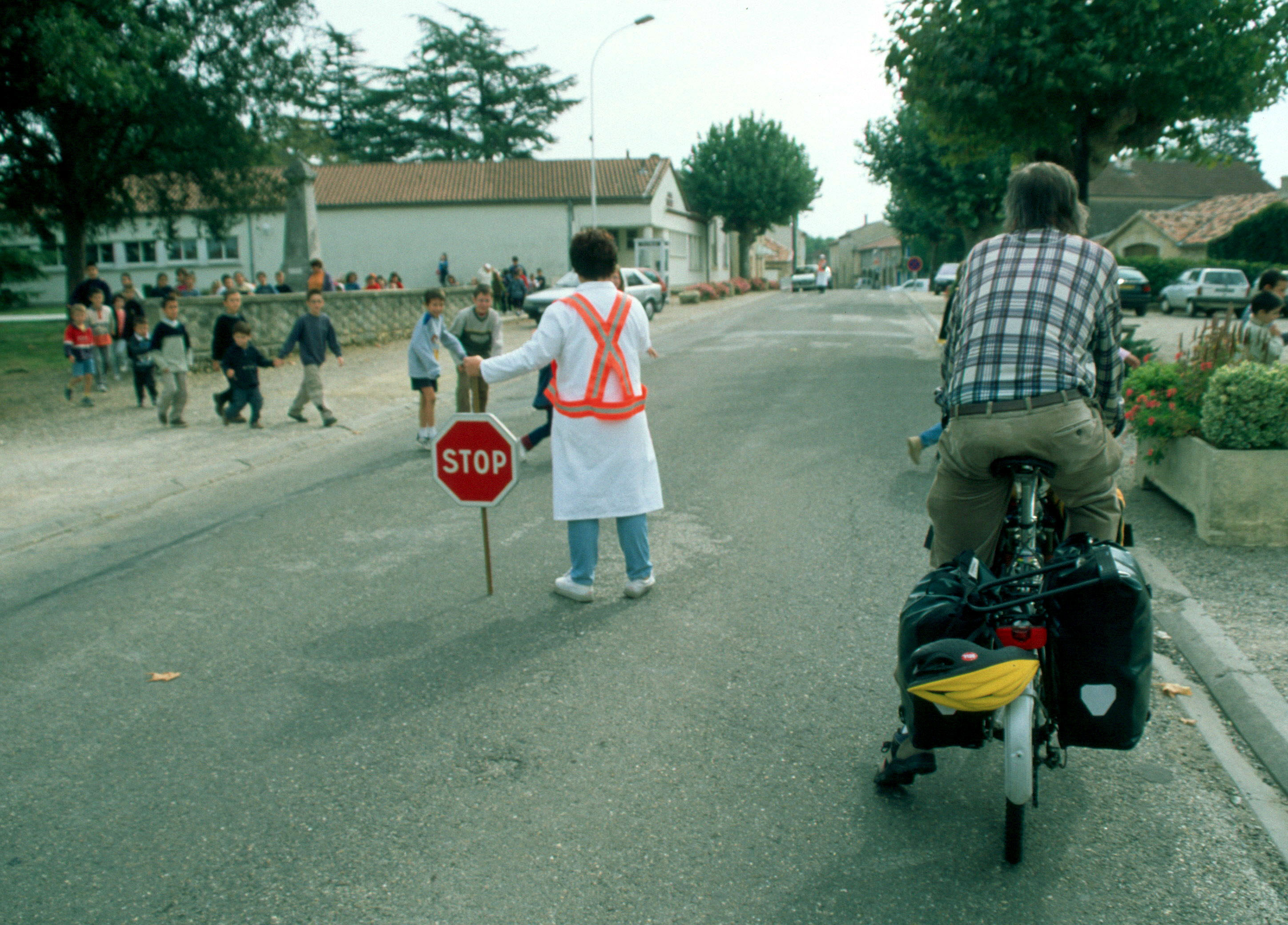
莱克图尔正在放学的一所学校

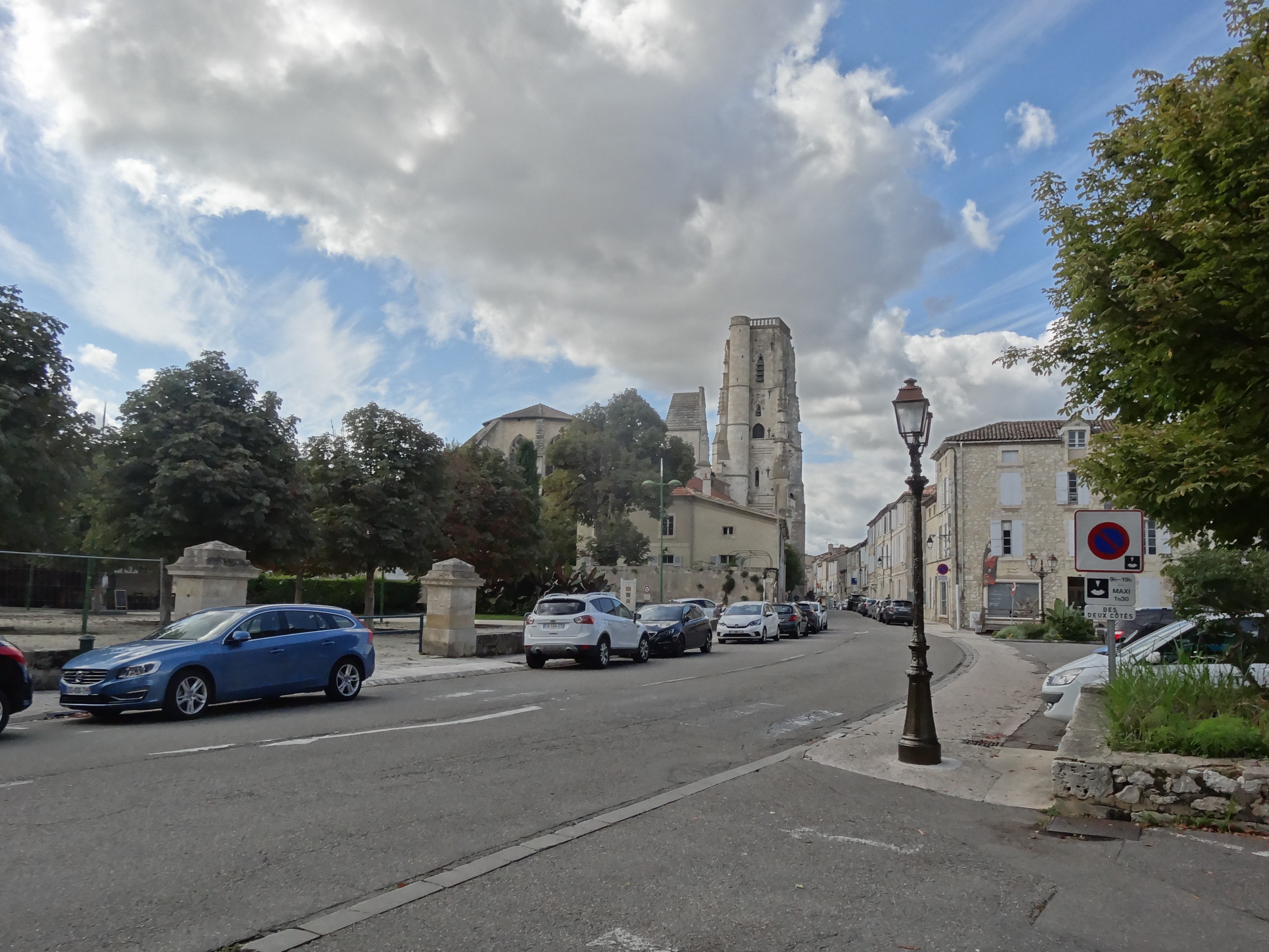
莱克图尔镇中心的国民街

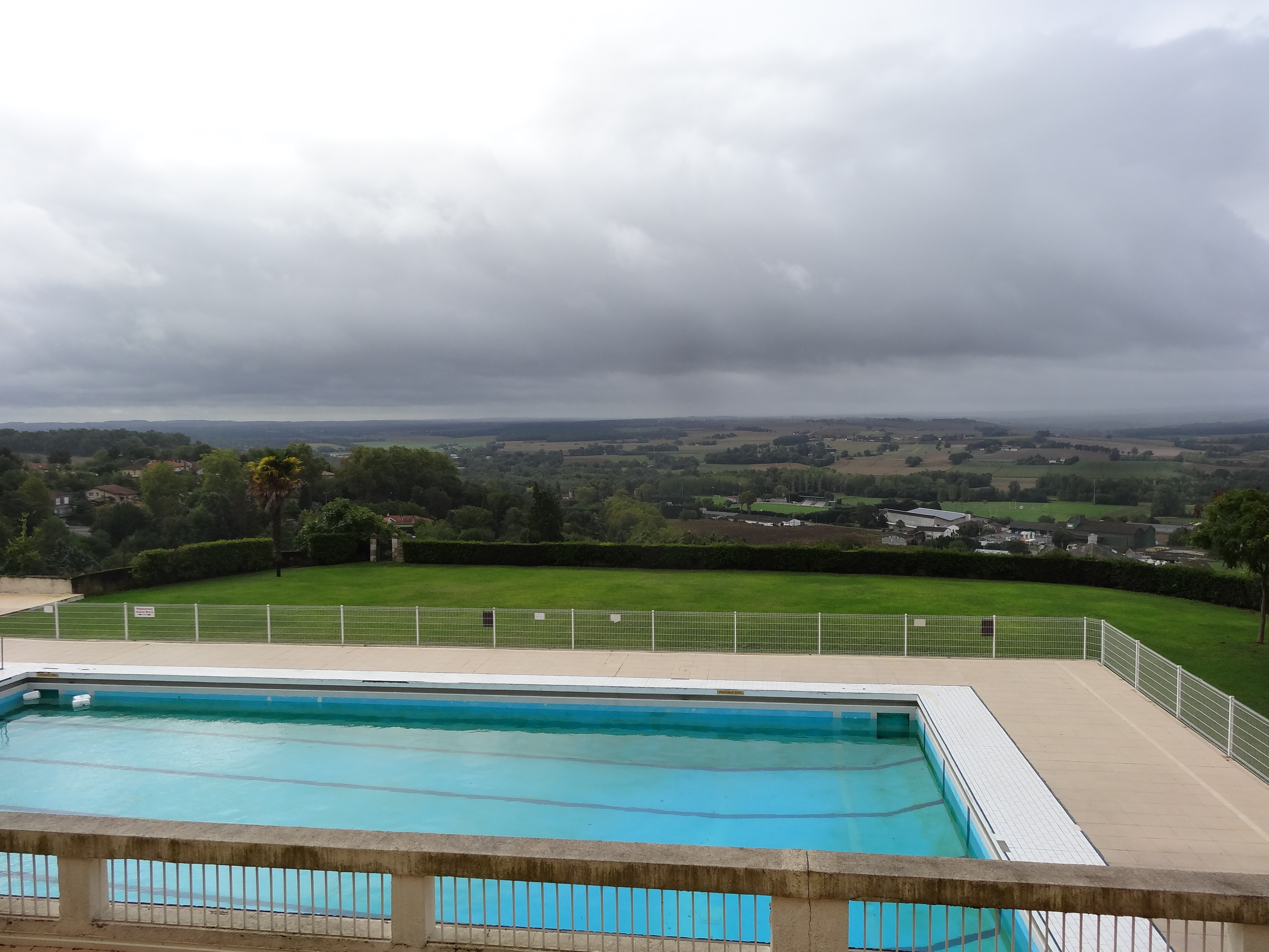
一处游泳池

### 教育
莱克图尔属于图卢兹学区。截止2020年1月1日，莱克图尔境内共有1所幼儿园、2所小学、2所初级中学和2所普通高中。2018至2019学年度，莱克图尔境内共有在校中等教育阶段学生1,366名。

### 医疗
截止2020年1月1日，莱克图尔境内共有全科医生6名、保健师7名、牙医3名、护士10名和助产士1名。境内共有药房2家、养老院1家。
距离莱克图尔最近的区域性医疗机构为“孔东中心医院”（Centre Hospitalier de Condom），其主病区位于孔东市区东部，距离莱克图尔市区的正常车程约21分钟，该院设有床位137个，是当地规模最大的公立综合性医院。

### 住房
2018年，莱克图尔境内共有各类住房2,370套，其中78.5%为独立式居民区，21.1%为集中式居民区。常住房屋占莱克图尔市镇范围内居民建筑总量的73.8%。
在住房保障政策方面，2020年，莱克图尔境内共有336户家庭获得了住房经济补助，受益人数占总人口数量的9.2%，其中325份为房租补助。

### 商业
2019年，莱克图尔境内共有各类实体商铺162家，其中餐厅25家、大型超市4家、杂货店3家、面包房5家、肉铺5家、书店2家、银行门店3家、美容美发店5家、汽车维修店8家。市区东部建有Intermarché大型购物商场。

### 体育
2020年，莱克图尔境内共有1家游泳池、2间体育馆、3处网球场、1处马术场、1处足球或橄榄球场以及2处篮球或排球场。
截至2022年6月，莱克图尔体育联盟（Union Sportive Lectouroise，编号529408）是当地唯一的注册足球俱乐部，其主队2022至2023赛季参加热尔省足球联赛丙组（法国第十一级别），其主场为埃内斯特·维拉市政球场（Stade municipal Ernest Vila）。
莱克图尔体育联盟（Union Sportive Lectouroise）亦是当地的一支注册橄榄球俱乐部。

### 环境
莱克图尔的环境事务由其所属的热尔洛马涅市镇公共社区负责。2019年，莱克图尔境内暂无污染企业。

### 治安
2019年，莱克图尔市镇范围内有1处宪兵队。
莱克图尔所在地是孔东国家宪兵队（zone gendarmerie de Condom）的管辖范围。2020年，该宪兵队辖区内共203个市镇累计发生各类案件2,198起，其中盗窃类案件915起，经济类案件382起，毒品交易类案件176起。

## 文化
2020年，莱克图尔境内共有1家电影院和2家博物馆。莱克图尔市政府提供多媒体中心，每周二至六向公众开放。

### 建筑
莱克图尔境内有多处历史建筑，其中法国国家文物保护单位包括莱克图尔圣热尔韦-圣普罗泰大教堂、皇家皮革厂等。

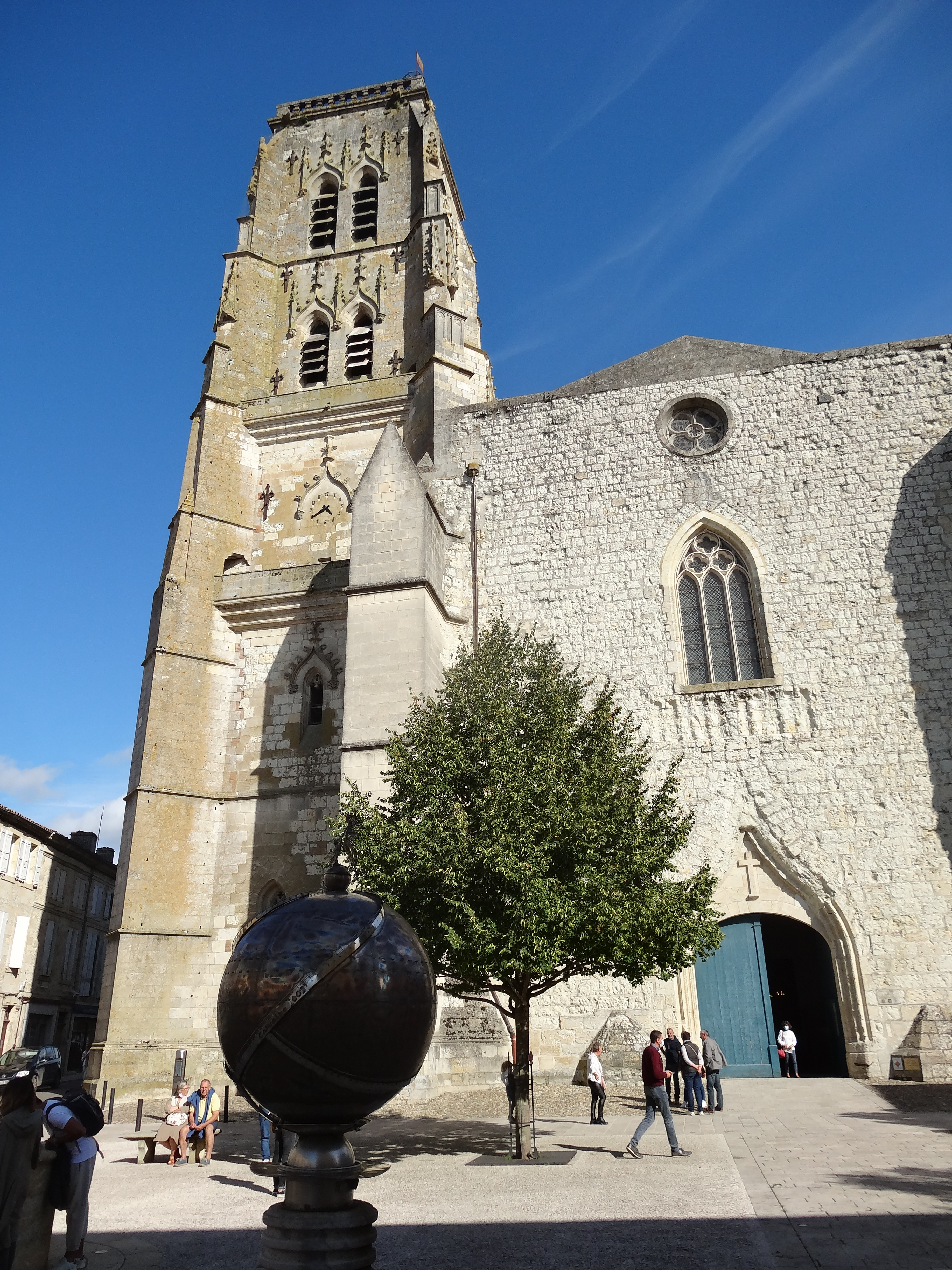
圣热尔韦-圣普罗泰大教堂（法语：Cathédrale Saint-Gervais-Saint-Protais de Lectoure）
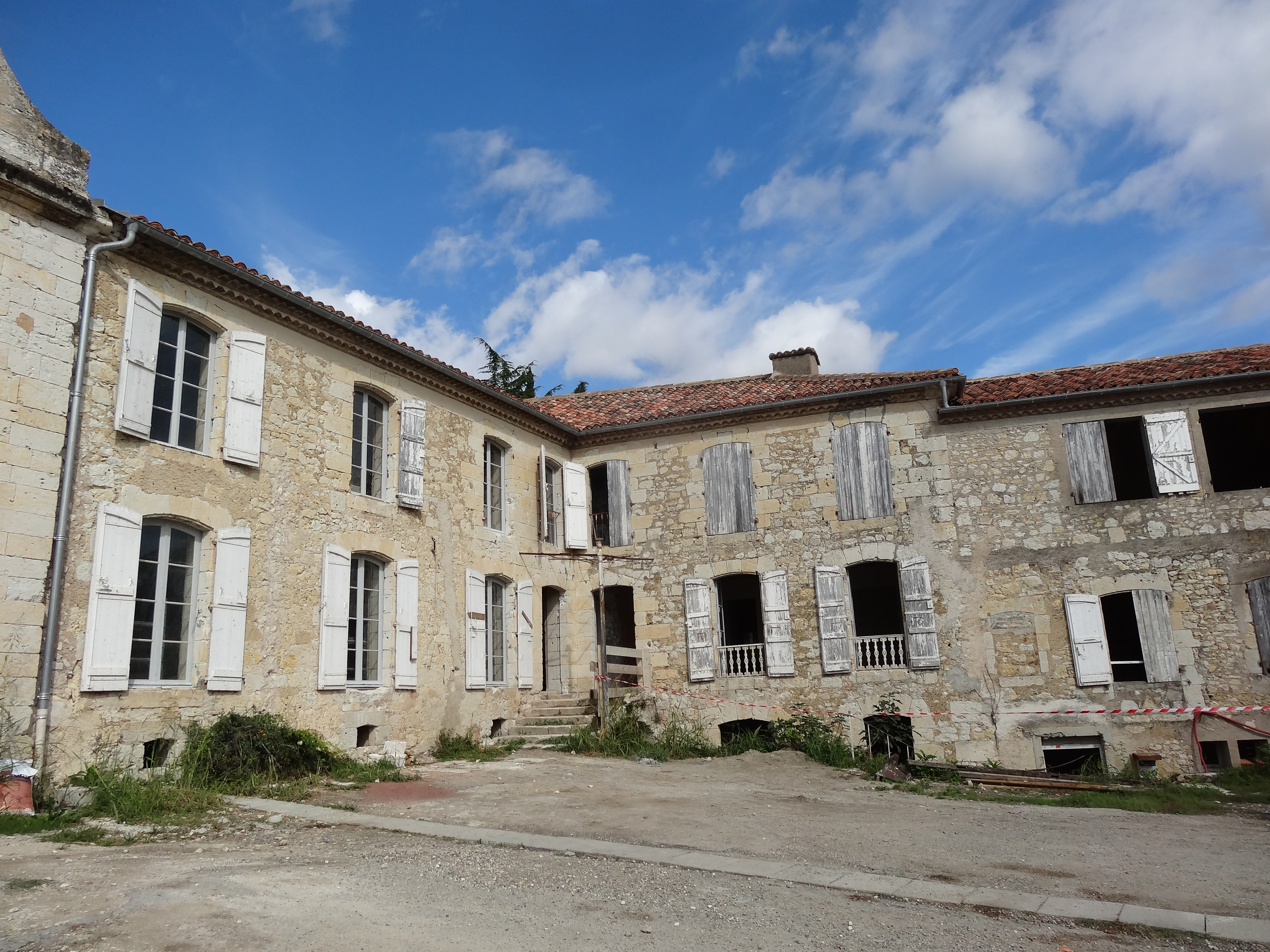
皇家皮革厂（法语：Tannerie royale de Lectoure）旧址
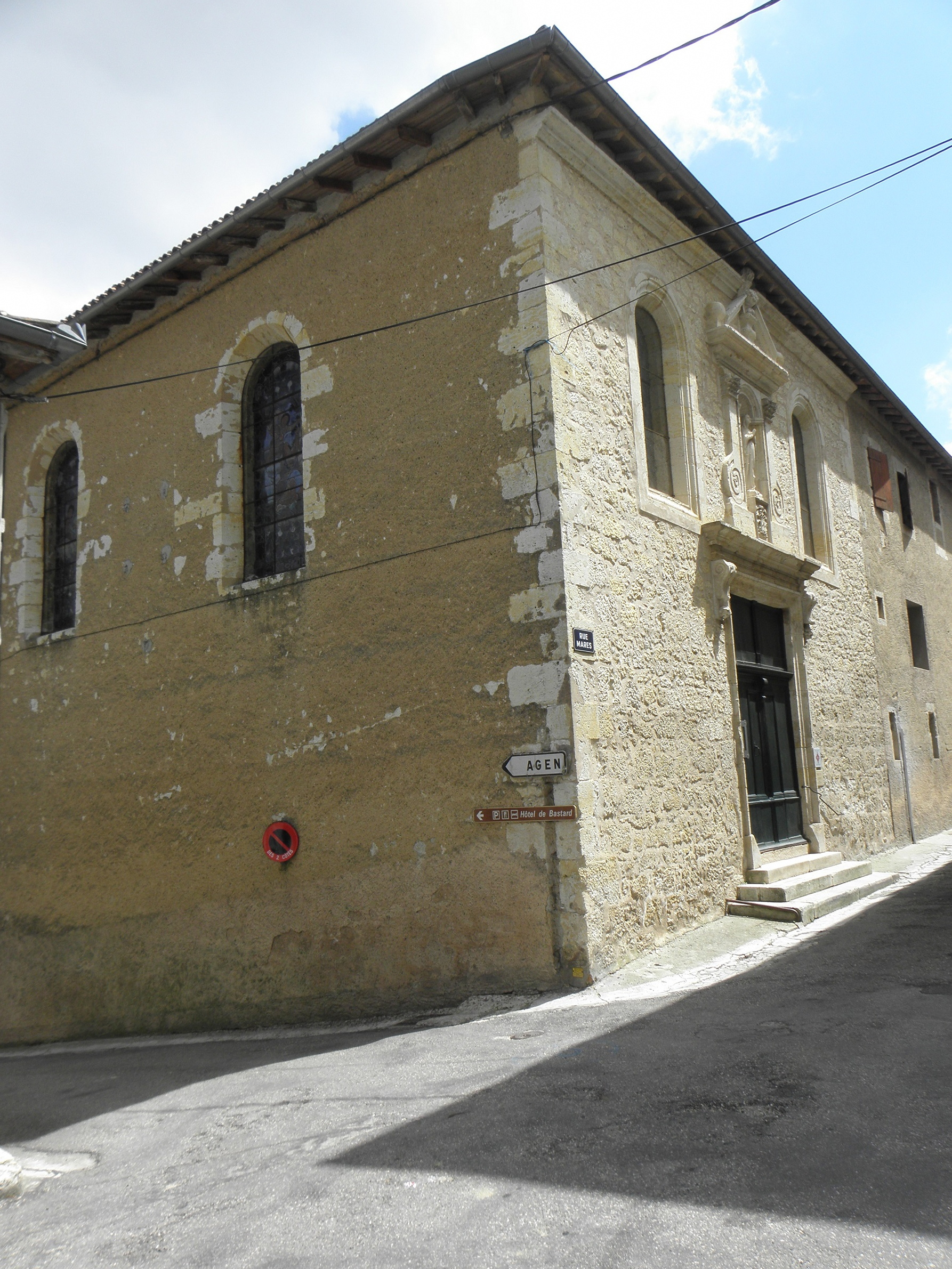
加尔默罗小教堂（法语：Chapelle des Carmélites de Lectoure）
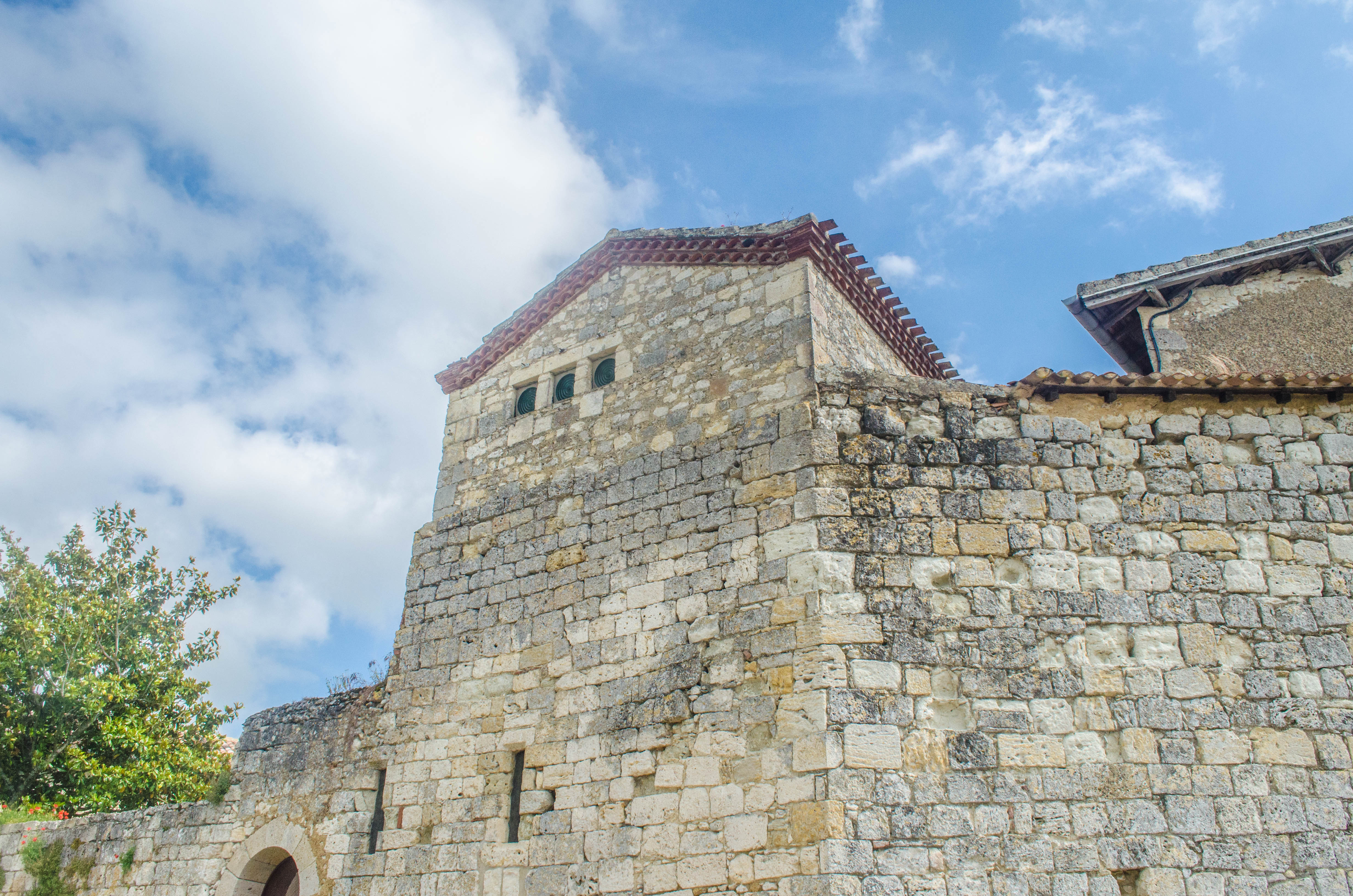
阿马尼亚克伯爵城堡（法语：Château des comtes d'Armagnac）
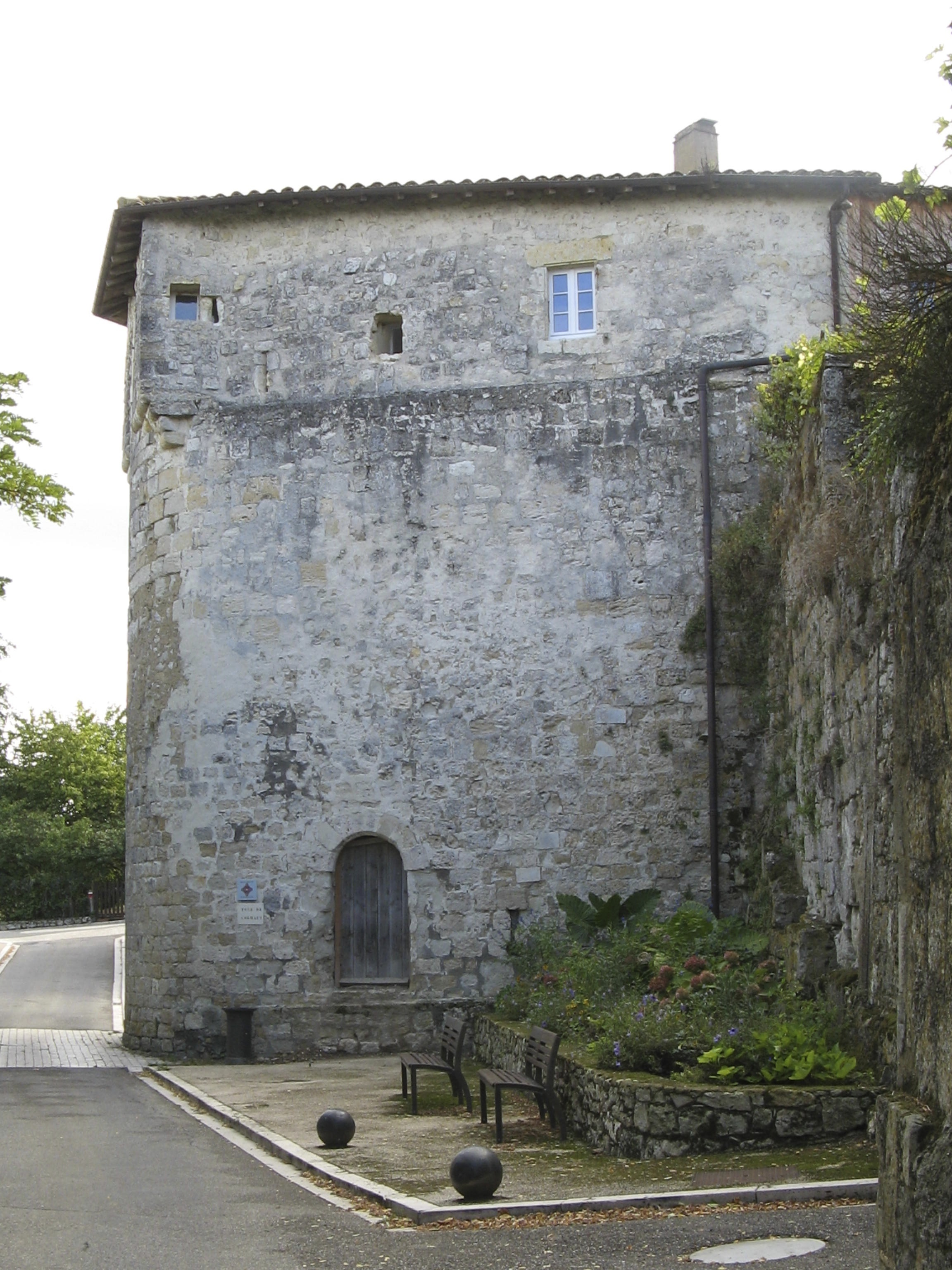
刽子手塔（法语：Tour du Bourreau (Lectoure)）
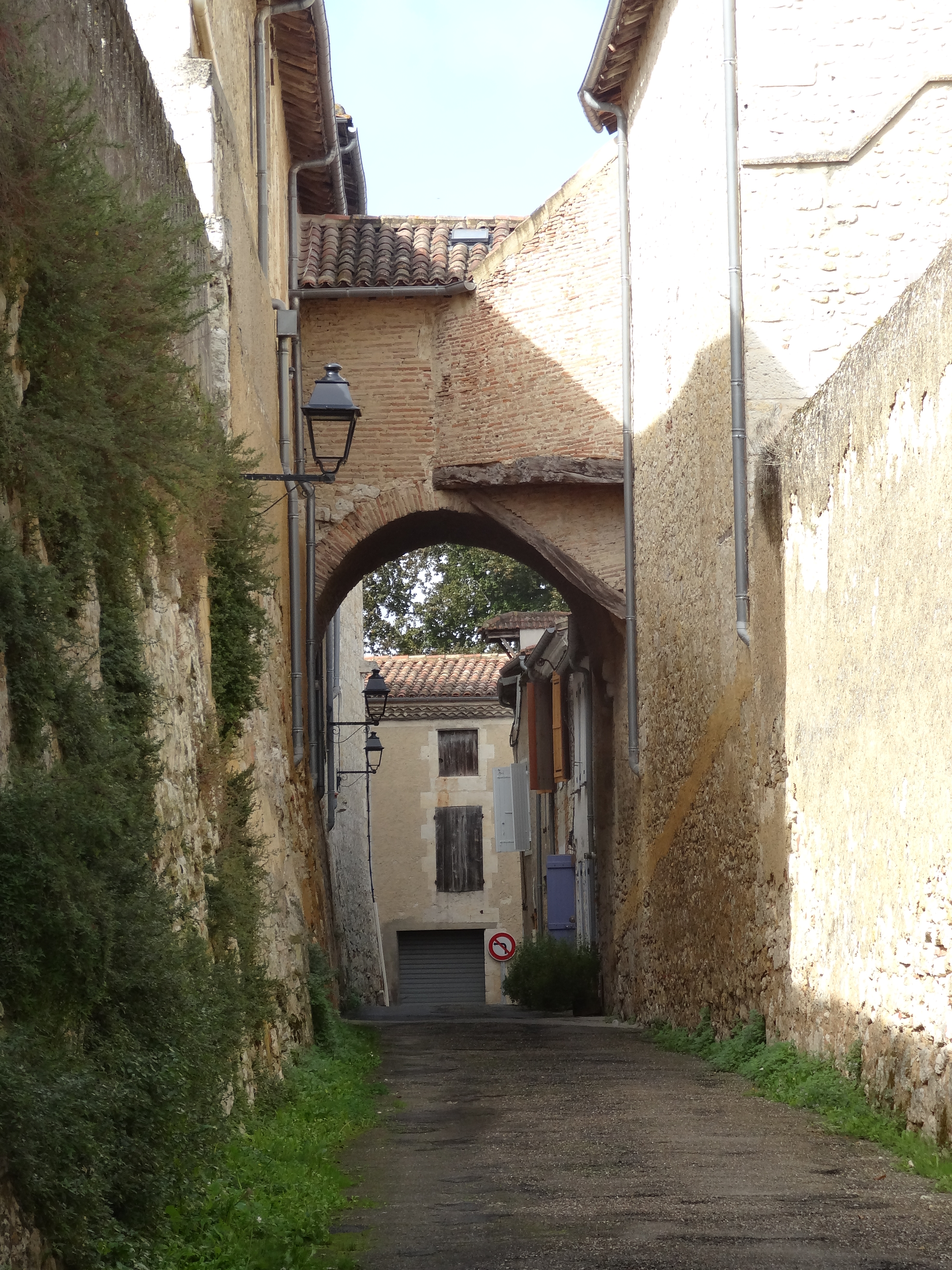
城门
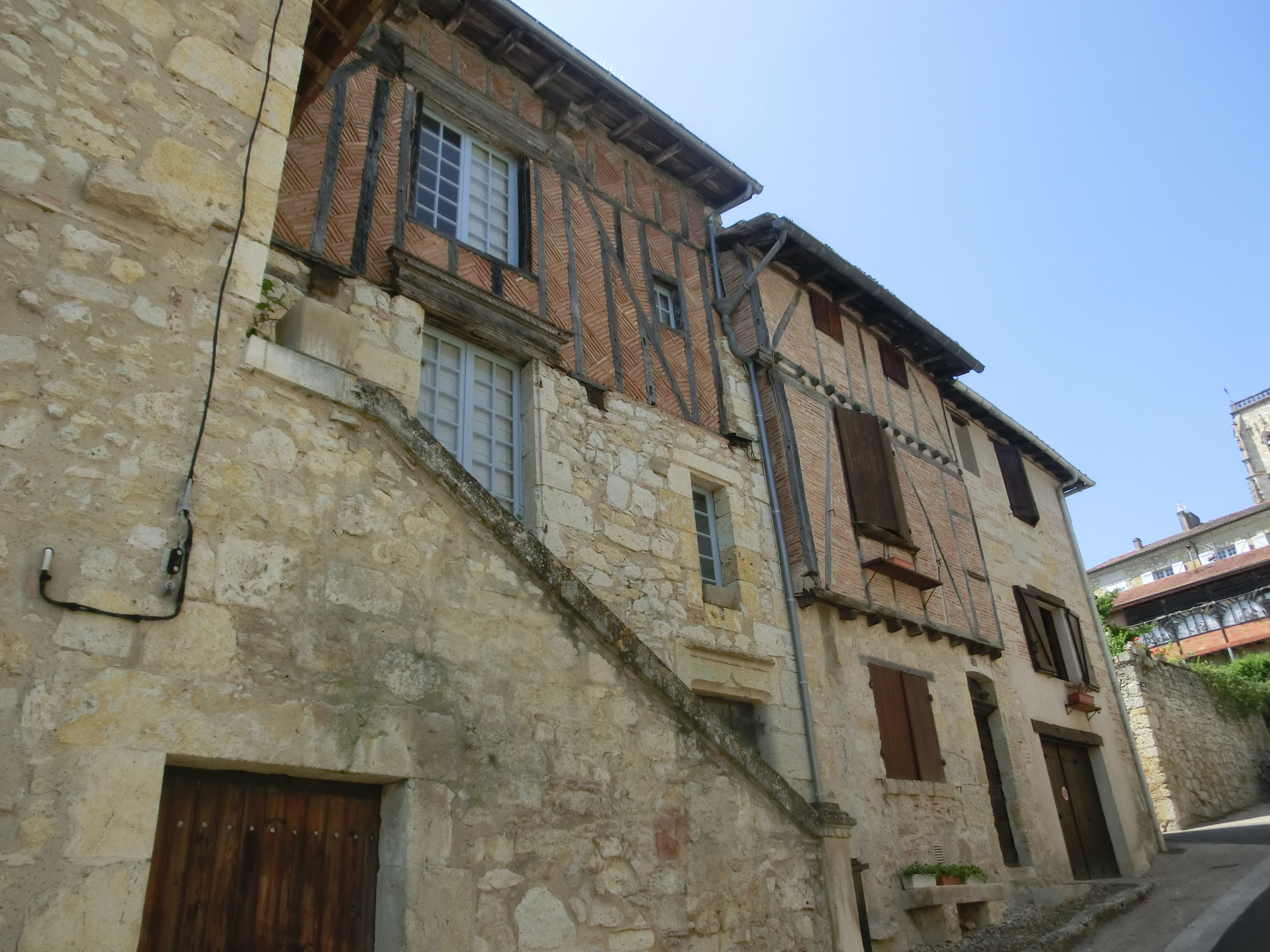
民居

### 旅游
莱克图尔的旅游事务由其所属的热尔洛马涅市镇公共社区负责。2021年，莱克图尔境内共有1家酒店共计25间房间；另有1个露营地，可容纳共600辆露营车。

### 媒体
法国主要的媒体均可在莱克图尔接收，法国电视三台下属的奥克西塔尼大区频道在部分时段播出莱克图尔所属区域的地方新闻。蓝色法兰西加斯科涅广播、Hit FM32、《南部追寻》等是当地主要的地方性媒体。

## 相关人物

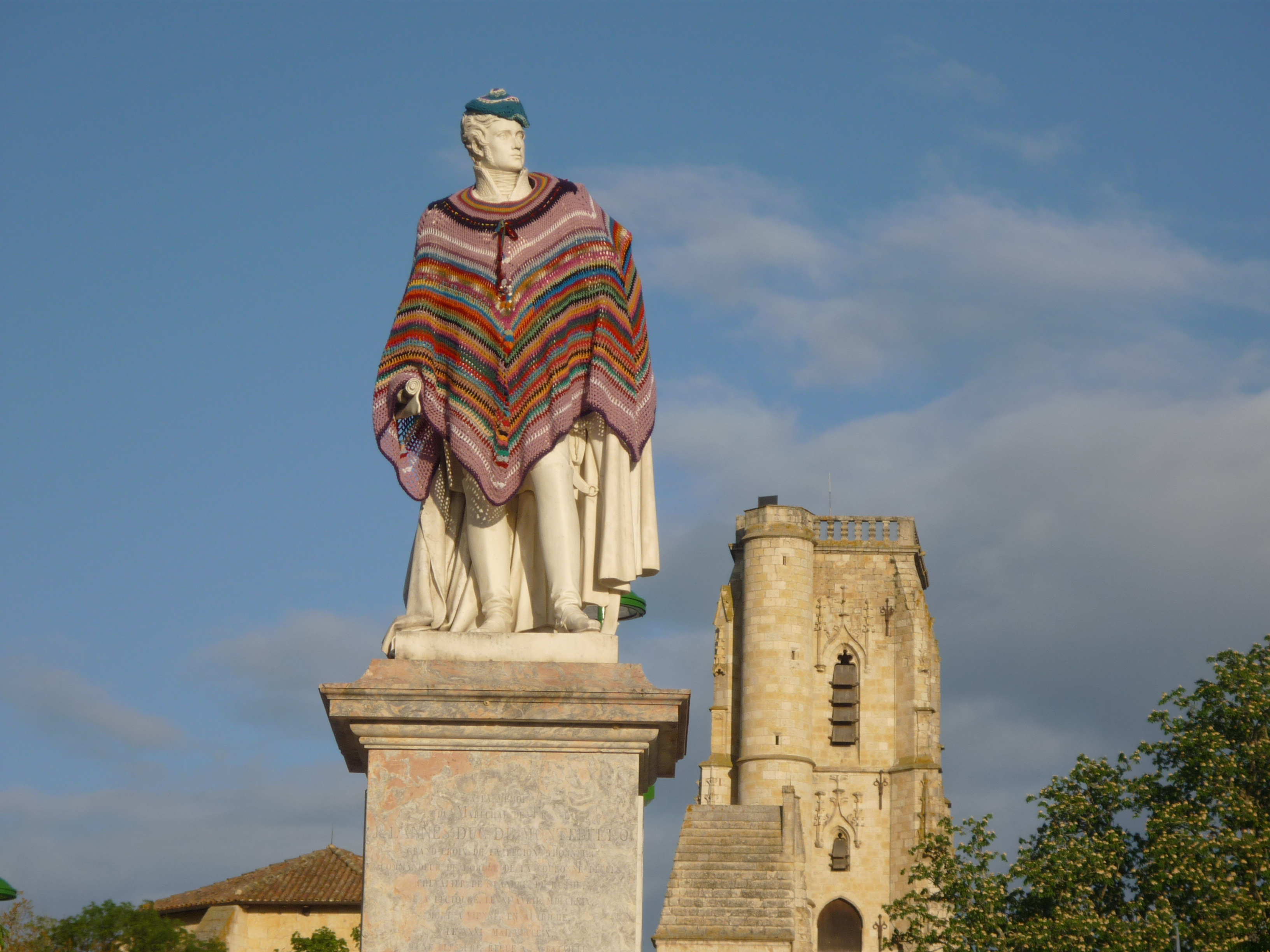
让·拉纳雕像

法国军事家让·拉纳出生于莱克图尔，当地建有其雕像。
此外出生于莱克图尔的重要人物还有法国化学家约瑟夫·迪谢纳、诗人让·拉卡里、将军皮埃尔·巴内尔、导演莫里斯·卡兹纳夫等。

## 友好城市
截至2022年6月，莱克图尔共与一座城市互为友好城市关系：
- 法國 圣路易